# Гопкінтон (Нью-Гемпшир)
Гопкінтон (англ. Hopkinton) — місто (англ. town) в США, в окрузі Меррімак штату Нью-Гемпшир. Населення — 5914 особи (2020).

## Демографія
Згідно з переписом 2010 року, у місті мешкало 5589 осіб у 2204 домогосподарствах у складі 1631 родини. Було 2381 помешкання
Расовий склад населення:
| - 97,7 % — білих - 0,6 % — азіатів - 0,3 % — чорних або афроамериканців - 0,1 % — вихідців з тихоокеанських островів - 0,1 % — корінних американців |

До двох чи більше рас належало 1,2 %. Частка іспаномовних становила 1,0 % від усіх жителів.
За віковим діапазоном населення розподілялося таким чином: 23,2 % — особи молодші 18 років, 60,6 % — особи у віці 18—64 років, 16,2 % — особи у віці 65 років та старші. Медіана віку мешканця становила 45,8 року. На 100 осіб жіночої статі у місті припадало 95,6 чоловіків;  на 100 жінок у віці від 18 років та старших — 94,7 чоловіків також старших 18 років.
Середній дохід на одне домашнє господарство  становив 113 886 доларів США (медіана — 84 456), а середній дохід на одну сім'ю — 126 745 доларів (медіана — 102 422). Медіана доходів становила 66 125 доларів для чоловіків та 48 443 долари для жінок. За межею бідності перебувало 3,8 % осіб, у тому числі 5,4 % дітей у віці до 18 років та 3,0 % осіб у віці 65 років та старших.
Цивільне працевлаштоване населення становило 2938 осіб. Основні галузі зайнятості: освіта, охорона здоров'я та соціальна допомога — 33,7 %, науковці, спеціалісти, менеджери — 11,7 %, будівництво — 9,1 %, публічна адміністрація — 7,6 %.